# FK Rohatyn
FK Rohatyn (ukr. Футбольний клуб «Рогатин», Futbolnyj Kłub "Rohatyn") – ukraiński klub piłkarski z siedzibą w Rohatynie w obwodzie iwanofrankiwskim.
W latach 2000–2005 występował w ukraińskiej Drugiej Lidze.

## Historia
Chronologia nazw:
- 192?: Polonia-Strzelec Rohatyn
- 1939: klub rozwiązano
- 194?: Kołos Rohatyn (ukr. «Колос» Рогатин)
- 199?: Roksolana Rohatyn (ukr. «Роксоляна» Рогатин)
- 1994: Opilla Rohatyn (ukr. «Опілля» Рогатин)
- 1999: Techno-Centr Rohatyn (ukr. «Техно-Центр» Рогатин)
- 2005: klub rozwiązano
- 200?: FK Rohatyn (ukr. ФК «Рогатин»)

Klub Sportowy Polonia-Strzelec Rohatyn został założony w latach 20. XX wieku i występował w rozgrywkach klasy B Ligi okręgowej Stanisławów. W 1939 z przyjściem wojsk radzieckich klub został rozwiązany.
Po zakończeniu II wojny światowej klub został odnowiony jako Kołos Rohatyn. Zespół występował w rozgrywkach Mistrzostw oraz Pucharu obwodu iwanofrankiwskiego. Nazywał się również Roksolana Rohatyn i Opilla Rohatyn. W sezonie 1997/98 zajął drugie miejsce w mistrzostwach obwodu iwanofrankiwskiego, ale w następnym sezonie 1998/99 spadł na piąte miejsce. Potem sponsorem drużyny została miejscowa firma Techno-Centr i klub po zmianie nazwy na Techno-Centr Rohatyn wygrał mistrzostwo obwodu sezonu jesień 1999.
W roku 2000 jako uczestnik turnieju finałowego Mistrzostw Ukrainy spośród drużyn amatorskich zdobył awans do rozgrywek na szczeblu profesjonalnym.
Techno-Centr Rohatyn otrzymał status profesjonalny i od sezonu 2000/01 występował w Drugiej Lidze. Po sezonie 2004/05 zajął 8. miejsce w grupie A, ale z przyczyn finansowych zrezygnował z dalszych rozgrywek i został pozbawiony statusu profesjonalnego. Do końca 2005 roku grał w rozgrywkach o mistrzostwo obwodu.
Potem klub został rozwiązany. Dopiero pod koniec pierwszej dekady XXI wieku klub został reaktywowany jako FK Rohatyn. Przystąpił do rozgrywek drugiej ligi mistrzostw rejonu rohatyńskiego. W 2009 klub zdobył awans do pierwszej ligi mistrzostw rejonu. W swoim debiutowym sezonie 2010 wygrał mistrzostwo rejonu. W marcu 2011 w mediach pojawiła się informacja o starcie drużyny w drugiej lidze mistrzostw obwodu, ale z powodów finansowych pozostał w dotychczasowej lidze.

## Sukcesy
- 4. miejsce w Drugiej Lidze:

2003/04
- 1/16 finału Pucharu Ukrainy:

2004/05
- Mistrz obwodu iwanofrankiwskiego:

1999